# Majdan Skierbieszowski
Majdan Skierbieszowski – wieś w Polsce położona w województwie lubelskim, w powiecie zamojskim, w gminie Skierbieszów.
W latach 1975–1998 miejscowość administracyjnie należała do województwa zamojskiego.
Wieś jest sołectwem w gminie Skierbieszów. Według Narodowego Spisu Powszechnego z roku 2011 wieś liczyła 179 mieszkańców.
Wierni Kościoła rzymskokatolickiego należą do parafii Wniebowzięcia Najświętszej Maryi Panny w Skierbieszowie.

## Części wsi
| SIMC    | Nazwa         | Rodzaj    |
| ------- | ------------- | --------- |
| 0898567 | Nowa Kolonia  | część wsi |
| 0898573 | Reforma       | część wsi |
| 0898580 | Stara Kolonia | część wsi |
| 0898596 | Stara Wieś    | część wsi |

## Ludzie związani z Majdanem Skierbieszowskim
- Zygmunt Kozar (1937–2003) – dominikanin, działacz społeczny, urodzony w Majdanie Skierbieszowskim